# 伊達宗敬
伊達 宗敬（だて むねよし）は、江戸時代末期の大名、明治時代初期の華族。伊予吉田藩第9代（最後）藩主、同藩初代（最後）知藩事。

## 生涯
嘉永4年（1851年）2月23日、第8代藩主・伊達宗孝（および宇和島藩第8代藩主伊達宗城）の実兄である旗本山口直信の次男として生まれる。慶応4年（1868年）7月23日、宗孝が戊辰戦争で幕府側に与したことに責任を取る形で隠居となったため、その養子として家督を継いだ。明治2年（1869年）4月24日に従五位下・若狭守に叙位・任官する。6月20日の版籍奉還で吉田藩知事に任じられた。
藩校を文武館と改称して文武を奨励した。明治3年（1870年）4月に宇和島で野村騒動が起こった余波を受けて三間騒動が起こっている。明治4年（1871年）7月15日、廃藩置県で藩知事を免官された。
明治9年（1876年）3月23日から宮内省に勤めるが、直後の8月29日に東京で死去した。享年27。跡を長男の宗定が継いだ。